# 175450 Phillipklu
175450 Phillipklu este un asteroid din centura principală de asteroizi.

## Descriere
175450 Phillipklu este un asteroid din centura principală de asteroizi. A fost descoperit pe 27 august 2006 la Observatorul Lulin de Hong Qin Lin și Ye Quan-Zhi. Asteroidul prezintă o orbită caracterizată de o semiaxă mare de 2,48 ua, o excentricitate de 0,08 și o înclinație de 6,5° în raport cu ecliptica.